# Inga venusta
Inga venusta ist eine Baumart aus der Unterfamilie der Mimosengewächse (Mimosoideae). Sie ist in Mittel- und Südamerika beheimatet.

## Beschreibung
Inga venusta ist ein bis zu 40 Meter hoher Baum mit grau-brauner Rinde. Die kahlen oder flaumig behaarten Blätter sind drei- bis vierfach paarig gefiedert, die Blättchen länglich-rund bis elliptisch. Das äußerste Blättchenpaar ist 15 bis 29, selten ab 9 Zentimeter lang und 5,9 bis 13,5, selten ab 3 Zentimeter breit, das innerste 6,5 bis 18,5 Zentimeter lang und 3 bis 11 Zentimeter breit.
Der Blattstiel ist ebenso geflügelt wie die 5 bis 28 Zentimeter lange, kahle oder flaumig behaarte Blattrhachis. Die Drüsen sind becherförmig. Die Nebenblätter sind 5 bis 10 Millimeter lang und hinfällig.
Die Blütenstände entspringen den Blattachseln und stehen teilweise in Gruppen von bis zu fünf dichten Ähren. Der Schaft ist 2 bis 5 Zentimeter lang, die Rhachis 0,8 bis 3 Zentimeter lang. Die Blüten sind gelb bis grüngelb, die Staubblätter hellgelb. Die kahlen Früchte sind braun, 15 bis 35 Zentimeter lang und 3,5 bis 4,5 Zentimeter breit.

## Verbreitung
Inga venusta ist heimisch von Costa Rica bis Kolumbien und Ecuador.

## Systematik und Botanische Geschichte
Die Art wurde 1937 von Paul Carpenter Standley erstbeschrieben.

## Nachweise
- Anton Weber, Werner Huber, Anton Weissenhofer, Nelson Zamora, Georg Zimmermann: An Introductory Field Guide To The Flowering Plants Of The Golfo Dulce Rain Forests Costa Rica. In: Stapfia. Band 78, Linz 2001, S. 283, ISSN 0252-192X / ISBN 3854740727, zobodat.at [PDF]